# Lepidaploa gnaphaliifolia
Lepidaploa gnaphaliifolia là một loài thực vật có hoa trong họ Cúc. Loài này được (A.Rich.) H.Rob. mô tả khoa học đầu tiên năm 1990.